# Хелене Фишер
Хелене Фишер (на немски: Helene Fischer) (род. 5 август 1984, Красноярск, РСФСР) е германска певица, изпълняваща шлагери. След дебюта ѝ през 2005 г. тя печели много награди, включително осем награди Ехо, четири награди „Krone der Volksmusik“ и награда Бамби. Според звукозаписни сертификации тя е продала поне 9 115 000 копия от своите албуми.

## Биография
Хелене Фишер е родена през 1984 г. като второ дете на руско-германската двойка Мария и Петер Фишер в Красноярск, Сибир. Баща ѝ работе като спортен учител, а майка ѝ като инженер в университет. Бабата и дядото на Фишер са били черноморски германци, които са били депортирани в Сибир през 1941 г. по време на Втората световна война. [5] През 1988 г. родителите ѝ преместват нея и шестгодишната ѝ сестра от Съветския съюз във Вьолщайн в Рейнланд-Пфалц. Като студент във Wörrstadt В гимназията участва в театрални групи и музикални курсове.
След като завършва гимназия през 2000 г., Фишер завършва тригодишен стаж в Stage & Musical School Frankfurt във Франкфурт на Майн, който завършва през 2003 г. с изпит за сценична зрялост като държавно призната музикална актриса. По време на обучението си тя получава първите си ангажименти. Тя се появява в Staatstheater Darmstadt в Rocky Horror Show, във Volkstheater Frankfurt в Schlagerrevue Fifty-Fifty и в мюзикъла Anatevka.
От май 2008 г. Фишер има връзка с Флориан Силберейзен. Двамата са смятани за мечтаната двойка на немските хитове и често са обект на спекулативни заглавия в таблоидите. На 19 декември 2018 г. става известно за раздялата на двойката. Те казават, стават родители на дъщеря.
През април 2020 г. става известно, че Фишер е била адресат на няколко заплашителни писма от податели, десни екстремисти и че нейните данни са били незаконно извличани няколко пъти чрез информационната система на берлинската полиция POLIKS.